# نوكيا N86 8MP
نوكيا N86 8MP (بالإنجليزية: Nokia N86 8MP)‏ هو هاتف محمول من نوكيا يعمل بنظام سيمبيان، تم طرحه في الأسواق في يونيو 2009.

## الخصائص
- نظام التشغيل: سيمبيان
- الوزن: 149 غ (0.328 رطل)
- المعالج: 434 ميجا هرتز
- الذاكرة: 8 جيجابايت